# 전자석
전자기석(電磁石)은 전류가 흐르는 동안 자기장이 형성되는 자석이다. 전류가 흐르지 않으면 자기장이 사라진다.

전류가 흐르는 동안 전자석에 자기장이 형성되어 종이클립을 끌어당기는 모습을 보여주는 애니메이션

## 개요
앙페르 회로 법칙에서 나타내는 바와 같이 교류가 흐르는 전선은 주변에 자기장이 형성된다. 이때 형성되는 자기장의 세기는 전류의 세기에 비례한다.
코일 형태로 감긴 전선에 전류가 흐르면 자기장이 중첩되어 일정한 극성을 띄게 된다. 이는 코일의 주변에 생성된 자기력선이 중첩되면서 코일의 중앙에 한 방향으로 작용하는 자기력선이 발생하기 때문이다. 코르크스크류와 같은 모양의 나선을 그리는 코일을 원통 모양으로 만든 것을 솔레노이드라고 하고, 양 끝을 한 곳으로 모아 둥글게 만든 것은 환형 인덕터라고 한다. 형성된 자기장을 보다 강하게 하기 위해 코일의 중앙에 철과 같은 강자성을 띄는 물질로 만든 자기 코어를 놓는 것이 일반적이다. 이는 투자율이 높은 자기 코어를 쓰면 자력선이 보다 강력해지기 때문이다. 엄지를 세우고 오른손을 말아 쥐었을 때 검지 내지 단지가 말린 방향을 전류의 흐름이라고 하면 엄지가 가리키는 방향이 자기력선의 방향, 즉 N극이 된다.
전자석은 영구자석과 달리 전류가 흐를 때만 자성을 띄므로 자성을 조절하여야 하는 여러 곳에 두루 쓰인다.

솔레노이드에 형성되는 자기장.
둥그렇게 보이는 것은 전선의 단면이고 화살표가 표기된 선들은 자기력선을 나타낸 것이다.

## 자기 코어의 역할
철과 같은 강자성 물질로 만든 자기 코어는 자구라고 하는 작은 구획들로 되어있다. 전류가 흐르기 전에 자구들은 특정한 방향이 없이 무작위적으로 배열되어 있기 때문에 결과적으로 자성을 띄지 않는 상태가 된다. 하지만 코일에 전류가 흐르고 자기력선이 형성되면 자기 코어의 자구들은 자기력선을 따라 배열되고 영구자석과 같은 자력선을 나타내게 된다. 이 때문에 코일이 만드는 자기력선과 자기 코어의 자기력선이 더해져 보다 강력한 자기장을 만들게 된다. 특정 전류가 만들어 낼 수 있는 자기장이 정해져 있으므로 자기 코어에 의해 형성되는 자기장 역시 일정 정도 이상 세기가 증가하지는 않는다. 전자석이 만들어 낼 수 있는 최대 크기의 자력에 도달하는 것을 자기 포화라고 한다.
코일에 전류가 흐르지 않게 되면 자기 코어의 자구들은 다시 원래의 방향으로 무작위적인 극성을 나타내게 되고, 그 결과 자기장을 잃는 이력 현상이 나타나 자성을 잃게 된다. 이 때 일부 자구는 전류가 흐르던 때에 배열되었던 자기 방향을 유지하는데 이를 잔류 자기라고 한다. 잔류 자기가 클 경우 자기 코어는 전류가 끊긴 상태에서도 약한 자성을 일정 기간 띌 수 있다. 전자석을 이용할 때 잔류 자기는 기계의 동작에 방해가 되므로 자기 코어의 자성을 소거하여야 한다.

## 역사

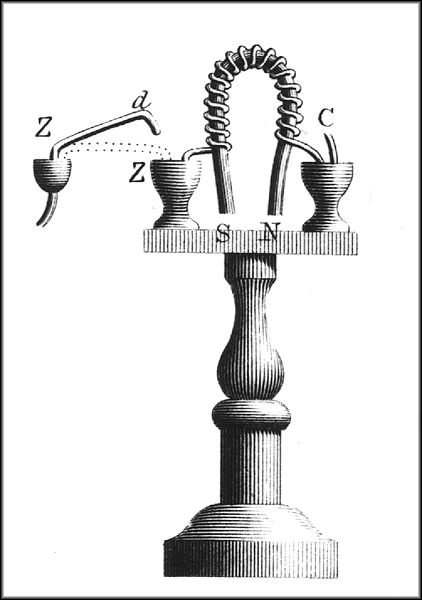
1823년 제작된 스터전의 전자석

덴마크의 과학자 한스 크리스티안 외르스테드는 1820년 전류가 자기장을 만든다는 것을 발견하였다. 영국의 과학자 윌리엄 스터전은 1824년 전류에서 발생하는 자기장을 이용하여 전자석을 만들었다. 스터전이 처음 만든 전자석은 말굽 모양의 철심을 자기 코어로 이용한 것이었다. 스터전은 자기 코어에 굵은 구리 전선을 18 번 감아 전자석을 만들었다. 당시에는 오늘날과 같은 절연체가 없었기 때문에 스터전은 구리 도선에 바니시를 발라 절연체로 사용하였다. 스터전의 전자석은 약 200g을 들어올릴 수 있었으며 전지들을 연결하여 전류를 높이자 약 4kg의 물체도 들어올렸다. 1827년이 되자 미국의 과학자 조지프 헨리가 대중적으로 널리 알려지게 된 전자석을 선보였다. 헨리가 만든 전자석은 비단을 여러겹 감아 절연한 구리선을 자기 코어에 수천 번 감아 만든 것으로 강한 전류를 사용하여 2063 파운드를 들어 올렸다. 전자석을 처음으로 응용한 기계는 전신음 발생기였다.
1906년 프랑스 과학자 피에르 바이스는 강자성을 띄는 자기 코어에 의해 전자석의 자기장이 강해지는 것을 설명하기 위해 자구 이론을 도입하였다. 1920년대에 이르러 베르너 하이젠베르크, 레프 란다우, 펠릭스 블로흐 등의 과학자들은 강자성을 양자역학으로 설명하는 이론을 제시하였다.

## 관련 이론

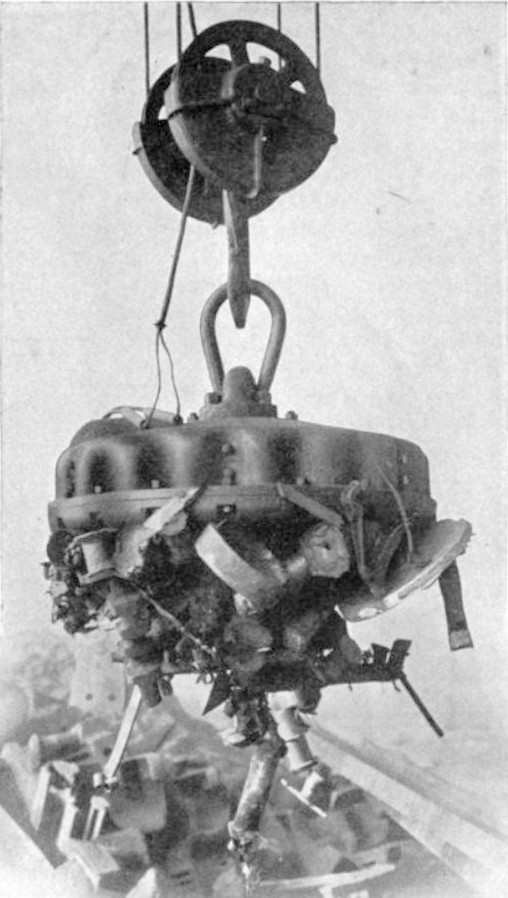
1914년 철의 운반에 사용된 공업용 전자석

아래의 표는 관련 이론의 수식에 표시된 기호들을 정의한 것이다.
| {\displaystyle A\,}                   | 제곱미터           | 코어의 단면                                                                        |
| {\displaystyle B\,}                   | 테슬라             | 자기장                                                                             |
| {\displaystyle F\,}                   | 뉴턴               | 자기장의 세기                                                                      |
| {\displaystyle H\,}                   | 암페어 매 미터     | 자기화된 장의 크기                                                                 |
| {\displaystyle I\,}                   | 암페어             | 전선에 흐르는 전류의 크기                                                          |
| {\displaystyle L\,}                   | 미터               | {\displaystyle L_{\mathrm {core} }+L_{\mathrm {gap} }\,}를 지나는 자기장의 총 길이 |
| {\displaystyle L_{\mathrm {core} }\,} | 미터               | 자기 코어를 지나는 자기장의 길이                                                   |
| {\displaystyle L_{\mathrm {gap} }\,}  | 미터               | 자기 코어와 전선의 사이를 지나는 자기장의 길이                                     |
| {\displaystyle m_{1},m_{2}\,}         | 암페어 미터        | 전자석 극의 세기                                                                   |
| {\displaystyle \mu \,}                | 뉴턴 매 제곱암페어 | 자기 코어의 투자율                                                                 |
| {\displaystyle \mu _{0}\,}            | 뉴턴 매 제곱암페어 | 자유공간의 투자율 = 4π(10−7)                                                       |
| {\displaystyle \mu _{r}\,}            | -                  | 자기 코어의 간접 투자율                                                            |
| {\displaystyle N\,}                   | -                  | 전선을 감은 횟수                                                                   |
| {\displaystyle r\,}                   | 미터               | 전자석 두 극의 간격                                                                |

전자석이 만들어내는 자기장은 앙페르 법칙으로 설명할 수 있다.
{\displaystyle \int \mathbf {J} \cdot d\mathbf {A} =\oint \mathbf {H} \cdot d\mathbf {l} }
즉, 전류가 흐르는 전기 회로에서 전선 주위에 형성되는 자기장의 세기는 전류의 세기에 비례한다. 이는 비오-사바르 법칙으로도 설명할 수 있다. 자기 코어에 의해 발생하는 자기력선의 세기와 자기장의 크기는 계산하기 어려운데, 이는 다음과 같은 까닭 때문이다. 우선은 자기력선이 자기 코어를 지나는 전자석의 두 극에서만 출발하는 것이 아니라 코일과 자기 코어의 사이에서도 형성된다는 점을 들 수 있다. 이를 누설 인덕턴스라고 하는데 전자석에서 필연적으로 발생하는 현상이다. 두 번째로는 자기 코어를 사용한 전자석에서 발생되는 자기장과 그에 의한 힘이 전류에 대해 비선형이라는 점을 들 수 있다. 이러한 이유로 전자석에 의해 발생되는 자기장의 계산에는 유한요소법이 쓰인다.

### 전류와 자기장
전류에 의해 형성된 자기장은 전선을 감은 횟수인 N과 전류이 세기인 I에 비례한다. 암페어-횟수를 뜻하는 NI는 기자력을 나타낸다. 단일 자기 회로로 된 전자석에서 앙페르의 회로 법칙을 적용할 때에는 자기 코어의 길이인 Lcore 과 자기 코어와 코일 사이의 간극의 길이인 Lgap 을 모두 고려하여야 한다.
{\displaystyle NI=H_{\mathrm {core} }L_{\mathrm {core} }+H_{\mathrm {gap} }L_{\mathrm {gap} }\,}
{\displaystyle NI=B\left({\frac {L_{\mathrm {core} }}{\mu }}+{\frac {L_{\mathrm {gap} }}{\mu _{0}}}\right)\qquad \qquad \qquad \qquad (1)\,}
단, {\displaystyle \mu =B/H\,}
{\displaystyle \mu _{0}=4\pi (10^{-7})\ \mathrm {N} \cdot \mathrm {A} ^{-2}}는 자유공간, 즉 대기의 투자율
위의 식은 비선형 방정식인데 자기 코어의 투자율 μ이 자기장 B에 의해 변화하기 때문이다. 정확하게는 자기 코어의 투자율 μ은 자기장 B에 대해 이력 곡선을 나타낸다. 자기장의 크기를 알 수 없을 경우 방정식의 해는 수치 해석을 사용하여 근삿값을 구한다. 한편, 기자력이 자기 포화에 이르면 자기 코어 역시 포화되기 때문에, 포화 상태에 이른 자기 코어의 자력은 NI에 비례하게 된다. 자기 코어와 코일 사이의 간극이 무시할 수 있을 정도로 작은 경우 매 미터당 800 암페어-횟수 이상이면 이력 현상은 고려하지 않아도 좋을 정도로 미미하다.
대부분의 자기 코어는 {\displaystyle \mu _{r}=\mu /\mu _{0}\approx 2000-6000\,}정도의 투자율을 보이는 강자성 물질을 사용한다. 따라서 위의 식 (1)에서 두 번째 식은 일반적으로 고려되지 않는데, 상용되는 전자석에서는 자기 코어의 투자율이 크고 코어와 코일 사이의 간극이 무시될 수 있을 정도로 작기 때문이다.
1. ↑  예를 들어 4A의 전류가 흐르는 코일이라면 200회 감았을 때 800암페어-횟수가 된다.

## 같이 보기
- 전자기학